# VI emendamento della Costituzione degli Stati Uniti d'America

La Carta dei diritti negli Archivi nazionali

Il VI emendamento della Costituzione degli Stati Uniti d'America (Emendamento VI) stabilisce i diritti relativi ai procedimenti penali. Fu ratificato nel 1791 come parte della Carta dei diritti degli Stati Uniti. La Corte Suprema ha applicato agli Stati tutte le tutele di questo emendamento tranne una attraverso la Clausola del giusto processo del XIV emendamento.
Il sesto emendamento garantisce agli imputati nove diritti diversi, compreso il diritto a un processo rapido e pubblico da parte di una giuria imparziale composta da giurati provenienti dallo stato e dal distretto in cui si presume sia stato commesso il crimine. Secondo il requisito della giuria imparziale, i giurati devono essere imparziali e la giuria deve essere composta da uno spaccato rappresentativo della comunità. Il diritto ad una giuria si applica solo ai reati per i quali la pena è la reclusione superiore a sei mesi. Nel caso Barker v. Wingo, la Corte Suprema ha articolato un test comparativo per determinare se il diritto dell'imputato a un processo rapido fosse stato violato. Ha inoltre ritenuto che l'esigenza di un processo pubblico non è assoluta e che sia il governo che l'imputato possono in alcuni casi richiedere un processo a porte chiuse.
Il sesto emendamento richiede che gli imputati siano informati della natura e della causa delle accuse contro di loro. La clausola di confronto dell'emendamento dà agli imputati il diritto di confrontarsi ed esaminare i testimoni, mentre la clausola sul processo obbligatorio dà agli imputati il diritto di chiamare i propri testimoni e, in alcuni casi, costringere i testimoni a testimoniare. La clausola sull'assistenza del difensore garantisce agli imputati il diritto di essere assistiti di un difensore. Nel caso Gideon v. Wainwright (1963) e nei casi successivi, la Corte Suprema ha ritenuto che un difensore pubblico debba essere garantito agli imputati penali che non possono permettersi un avvocato in tutti i processi in cui l'imputato rischia la reclusione. La Corte Suprema ha incorporato, protette a livello statale, tutte le protezioni del Sesto Emendamento tranne una: avere un processo con giuria nello stesso stato e distretto in cui è stato commesso il crimine.

## Diritti garantiti

### Processo veloce
Gli imputati hanno diritto a un processo rapido. Nel caso Barker v. Wingo,  Volume 407, U.S., 1972,  p. 514, la Corte suprema ha stabilito test comparativo caso per caso di prova comparativa per determinare se il diritto al processo rapido dell'imputato è stato violato. I quattro fattori sono:
- Durata del ritardo. La Corte non ha stabilito esplicitamente che si applichi alcun limite temporale assoluto. Tuttavia, ha fornito l'esempio che il ritardo per "un crimine di strada comune è notevolmente inferiore a quello per un'accusa di associazione a delinquere grave e complessa".
- Motivo del ritardo. L'accusa non può ritardare eccessivamente il processo a proprio vantaggio, ma un processo può essere rinviato per garantire la presenza di un testimone assente o per altre considerazioni pratiche (ad esempio, cambio di sede).
- Tempo e modo in cui l'imputato ha fatto valere il suo diritto. Se l'imputato accetta il ritardo quando ciò va a suo vantaggio, non potrà successivamente sostenere di essere stato indebitamente ritardato.
- Grado di pregiudizio arrecato al convenuto a causa del ritardo.

Nel caso Strunk v. United States,, la Corte Suprema ha stabilito che se il tribunale di revisione ritiene che il diritto dell'imputato a un processo rapido sia stato violato, allora l'atto d'accusa deve essere rigettato e qualsiasi condanna annullata. La Corte ha ritenuto che, poiché il ritardo del processo costituisce un'azione statale che viola i diritti dell'imputato, nessun altro rimedio sarebbe appropriato. Pertanto l'annullamento o l'archiviazione di un procedimento penale per motivi di processo rapido significa che non può aver luogo alcun ulteriore procedimento giudiziario per il presunto reato.

### Processo pubblico
Nel caso Sheppard v. Maxwell, la Corte Suprema ha stabilito che il diritto a un processo pubblico non è assoluto. Nei casi in cui un'eccessiva pubblicità potrebbe compromettere il diritto dell'imputato a un giusto processo, possono essere imposte limitazioni all'accesso del pubblico al procedimento. Secondo Press-Enterprise Co. v. Superior Court, i processi possono essere chiusi per volere del governo se c'è "un interesse prevalente basato su risultati che la chiusura è essenziale" a preservare valori più elevati ed è strettamente adattato a servire tale interesse”. L'imputato può anche chiedere la chiusura del processo; tuttavia, deve essere dimostrato che "in primo luogo, esiste una sostanziale probabilità che il diritto dell'imputato a un processo equo venga pregiudicato dalla pubblicità che la chiusura impedirebbe e, in secondo luogo, alternative ragionevoli alla chiusura non possono proteggere adeguatamente il diritto dell'imputato a un processo equo".

### Giuria imparziale
Il diritto a una giuria dipende sempre dalla natura del reato di cui l'imputato è accusato. Piccoli reati, quelli punibili con la reclusione per non più di sei mesi, non sono coperti dal requisito della giuria.District of Columbia v. Clawans e Baldwin v. New York, Anche in caso di molteplici reati minori, la durata totale della pena detentiva può superare i sei mesi, il diritto a un processo con giuria non esiste. Inoltre, negli Stati Uniti, ad eccezione dei reati gravi (come l'omicidio), i minori sono generalmente giudicati in un tribunale per i minorenni, che riduce la pena consentita, ma perde il diritto a una giuria.
In origine, la Corte Suprema ritenne che il Sesto Emendamento sul diritto ad un processo con giuria indicasse il diritto ad "un processo con giuria come inteso e applicato nel common law, e comprende tutti gli elementi essenziali così come furono riconosciuti in questo paese e in Inghilterra quando la Costituzione è stato adottat". Si ritenne pertanto che le giurie penali federali dovessero essere composte da dodici persone e che i verdetti dovessero essere unanimi, come era consuetudine in Inghilterra.
Quando, ai sensi del XIV emendamento, la Corte Suprema ha esteso il diritto a un processo con giuria agli imputati nei tribunali statali, ha riesaminato alcune norme. Si è ritenuto che dodici siano diventati il numero dei giurati per un "incidente storico" e che una giuria di sei sarebbe sufficiente, ma qualsiasi cosa di meno priverebbe l'imputato del diritto a un processo con giuria. Nel caso Ramos v. Louisiana (2020), la Corte ha stabilito che il sesto emendamento impone l'unanimità in tutti i processi con giuria penale federale e statale.

#### Imparzialità
Il sesto emendamento richiede che i giurati siano imparziali. L'imparzialità è stata interpretata come un obbligo per i singoli giurati di essere imparziali. A voir dire, ciascuna parte può interrogare potenziali giurati per determinare qualsiasi pregiudizio, e li sfidano se lo stesso è trovato; la corte determina la validità di queste contestazioni per causa. Gli imputati non possono contestare una condanna perché un'impugnazione per causa è stata respinta in modo errato se hanno avuto la possibilità di utilizzare sfide perentorie.
Nel caso Peña-Rodriguez v. Colorado (2017), la Corte Suprema ha stabilito che il sesto emendamento richiede che un tribunale in un processo penale indaghi se il verdetto di colpevolezza di una giuria fosse basato su pregiudizi razziali. Affinché un verdetto di colpevolezza venga annullato sulla base del pregiudizio razziale di un giurato, l'imputato deve dimostrare che il pregiudizio razziale "è stato un fattore motivante significativo nel voto del giurato per la condanna".

#### Venire delle giurie
Un altro fattore che determina l'imparzialità della giuria è la natura della giuria, o venire, da cui vengono selezionati i giurati. Venires deve rappresentare un giusto spaccato della comunità; il convenuto potrebbe dimostrare la violazione del requisito dimostrando che il gruppo asseritamente escluso è un gruppo «distinto» nella comunità, che la rappresentanza di tale gruppo in venires è irragionevole e ingiusta rispetto al numero delle persone appartenenti a tale gruppo gruppo e che la sottorappresentanza è causata da un’esclusione sistematica nel processo di selezione. Pertanto, nel caso Taylor v. Louisiana, la Corte Suprema ha invalidato una legge statale che esentava dal servizio di giuria le donne che non avevano fatto una dichiarazione di disponibilità a prestare servizio, pur non svolgendo l'incarico lo stesso per gli uomini.

#### Sentenza
Nei casi Apprendi v. New Jersey, e Blakely v. Washington, la Corte Suprema ha stabilito che un imputato penale ha il diritto a un processo con giuria non solo sulla questione della colpevolezza o dell'innocenza, ma anche riguardo a qualsiasi fatto utilizzato per aumentare la pena dell'imputato oltre il massimo altrimenti consentito dagli statuti o dalle linee guida sulla sentenza. Nel caso Alleyne v. United States, la Corte ha ampliato la sentenza Apprendi e Blakely stabilendo che il diritto di un imputato a una giuria si applica a qualsiasi fatto che aumenti la pena di un imputato oltre il minimo altrimenti richiesto dalla legge. Nel caso United States v. Haymond, 588 U.S. (2019), la Corte ha deciso che è necessaria una giuria se una revoca controllata federale comporta una pena detentiva minima obbligatoria.

#### Vicinaggio
L'Articolo III, Sezione 2 della Costituzione prevede che gli imputati siano giudicati da giurie e nello Stato in cui è stato commesso il fatto. Il sesto emendamento richiede che la giuria sia selezionata tra i distretti giudiziari accertati dalla legge. Nel caso Beavers v. Henkel la Corte Suprema ha stabilito che il luogo in cui si ritiene che sia avvenuto il reato determina la sede del processo. Laddove si presume che più distretti siano stati luoghi del crimine, ognuno di essi può essere scelto per il processo. Nei casi di reati non commessi in alcuno Stato, ad esempio, reati commessi in mare, il luogo del processo può essere determinato dal Congresso. A differenza di altre garanzie del Sesto Emendamento, la Corte non ha incorporato il diritto di vicinato.

### Avviso di accusa
Un imputato ha il diritto di essere informato della natura e della causa dell'accusa mossa contro di lui. Pertanto, un'accusa deve allegare tutti gli ingredienti del crimine con un grado di precisione tale da consentire all'imputato di affermare la doppia ingiustizia se le stesse accuse fossero sollevate in un successivo procedimento giudiziario.Nel caso United States v. Cruikshank La Corte Suprema ha dichiarato nel caso United States v. Carll, che "in un atto d'accusa... non è sufficiente esporre il reato nei termini dello statuto, a meno che tali parole di per sé espongono in modo completo, diretto ed espresso, senza alcuna incertezza o ambiguità, tutti gli elementi necessari a costituire il reato destinato a essere punito". Una formulazione vaga, anche se tratta direttamente da uno statuto, non è sufficiente. Tuttavia, il governo non è tenuto a consegnare gratuitamente copie scritte dell'atto di accusa.

### Regola del confronto
La clausola di confronto si riferisce alla regola della common law che impedisce l'ammissione di dicerie, cioè, la testimonianza di un testimone sulle dichiarazioni e osservazioni di un'altra persona per dimostrare che la dichiarazione o l'osservazione era vera. La motivazione era che l'imputato non aveva alcuna possibilità di contestare la credibilità della persona che ha rilasciato le dichiarazioni e di procedere al contro-interrogatorio. Sono state consentite alcune eccezioni alla regola del sentito dire; ad esempio, sono ammissibili le ammissioni dell'imputato, così come le dichiarazioni in punto di morte. Tuttavia, nel caso California v. Green, la Corte Suprema ha ritenuto che la regola del sentito dire non è la stessa cosa della Confrontation Clause. Il sentito dire è ammissibile in determinate circostanze. Ad esempio, nel caso Bruton v. United States, la Corte Suprema ha stabilito che, sebbene le dichiarazioni extragiudiziali di un imputato fossero ammissibili per dimostrare la colpevolezza dell'imputato, costituivano dicerie inammissibili contro un altro imputato. Le dicerie possono, in alcune circostanze, essere ammesse sebbene non siano coperte da una delle eccezioni riconosciute da tempo. Ad esempio, a volte può essere ammessa una testimonianza precedente se il testimone non è disponibile. Tuttavia, nel caso Crawford v. Washington, la Corte suprema ha aumentato il campo di applicazione della clausola di confronto con la sentenza che le dichiarazioni extragiudiziali "testimoniali" sono irricevibili se l'imputato non ha avuto la possibilità di controinterrogare l'accusatore e quest'ultimo non è disponibile al processo. Nel caso Davis v. Washington la Corte ha stabilito che 'testimonianza' si riferisce a qualsiasi dichiarazione che una persona oggettivamente ragionevole nella situazione del dichiarante riterrebbe probabile essere utilizzata in tribunale. Nei casi Melendez-Diaz v. Massachusetts,  e Bullcoming v. New Mexico, la Corte ha stabilito che ammettere le dichiarazioni di un chimico come prova, senza il suo consenso, violava la clausola del confronto. Nel caso Michigan v. Bryant, la Corte ha stabilito che lo "scopo principale" della dichiarazione di una vittima su chi gli ha sparato e il motivo della polizia per interrogarlo, erano ciascuna da determinare oggettivamente. Se lo "scopo primario" era quello di affrontare una "emergenza in corso", allora una tale dichiarazione non era testimoniale e quindi la Clausola di Confronto non richiederebbe alla persona che fa quella dichiarazione di testimoniare in modo che quella dichiarazione sia ammessa come prova. Il diritto al confronto e al controinterrogatorio dei testimoni si applica anche alle prove fisiche; l'accusa deve presentare prove fisiche alla giuria, offrendo alla difesa ampie opportunità di esaminarne la validità e il significato. In generale, l'accusa non può fare riferimento a prove senza prima presentarle. Nel caso Hemphill v. New York, la Corte ha stabilito che l'imputato doveva avere la possibilità di controinterrogare un testimone chiamato a confutare la difesa dell'imputato, anche se il giudice giudica la difesa fuorviante.
Alla fine del XX e all'inizio del XXI secolo questa clausola divenne un problema nell'uso della regola del testimone silenzioso.

### Processo obbligatorio
La clausola del processo obbligatorio conferisce a qualsiasi imputato penale il diritto di citare testimoni a suo favore. Se uno di questi testimoni si rifiuta di testimoniare, può essere costretto a farlo dal tribunale su richiesta dell'imputato. Tuttavia, in alcuni casi il tribunale può rifiutarsi di consentire a un testimone della difesa di testimoniare. Ad esempio, se un avvocato difensore non comunica all'accusa l'identità di un testimone per ottenere un vantaggio tattico, a quel testimone potrebbe essere impedito di testimoniare.

### Assistenza del difensore
Un imputato ha diritto all'assistenza di un difensore.
Nel caso Powell v. Alabama, la Corte suprema ha stabilito che "in un caso di pena capitale, quando l'imputato non è in grado di assumere un avvocato e non è in grado di difendersi adeguatamente a causa dell'ignoranza, della debolezza mentale, dell'analfabetismo o simili, è dovere del tribunale, richiesto o no, di assegnargli un difensore". Nel caso Johnson v. Zerbst, la Corte suprema ha stabilito che in tutti i casi federali, gli avvocati dovevano essere nominati per gli imputati che erano troppo poveri per assumere il proprio.
Nel 1961, la Corte estese ai tribunali statali la regola che si applicava nei tribunali federali. Nel caso Hamilton v. Alabama, ha affermato che l'avvocato doveva essere fornito gratuitamente agli imputati in cause capitali quando lo richiedevano, anche se non c'era "ignoranza, debolezza mentale, analfabetismo o simili". Gideon v. Wainwright, ha stabilito che l'avvocato deve essere fornito agli imputati indigenti in tutti i casi di reato, prevalendo su Betts v. Brady, in cui la Corte ha stabilito che i tribunali statali dovevano nominare un difensore solo quando l'imputato dimostrava "circostanze particolari" che richiedevano l'assistenza di un difensore. Secondo la sentenza Argersinger v. Hamlin, il difensore deve essere nominato in ogni caso con conseguente sentenza di reclusione effettiva. Per quanto riguarda le sentenze che non portano immediatamente alla reclusione, la Corte nel caso Scott v. Illinois, ha stabilito che il difensore non aveva bisogno di essere nominato, ma nel caso Alabama v. Shelton, sospensione condizionale della pena la Corte ha stabilito che una sospensione condizionale della pena che può portare all'incarcerazione non può essere imposta se l'imputato non ha avuto un difensore al processo.
Come affermato nel caso Brewer v. Williams, il diritto a un avvocato "[significa] almeno che una persona ha diritto all'assistenza di un difensore nel momento in cui o dopo il quale è stato avviato un procedimento giudiziario nei suoi confronti, sia mediante accusa formale, udienza preliminare, atto di accusa, informazione o incriminazione". Brewer conclude che una volta iniziato il procedimento contro un imputato, ha diritto all'assistenza legale quando il governo lo interroga e che, quando un imputato è arrestato, "è stato accusato di [un mandato di arresto] davanti a un giudice" e "Condannato dal giudice al confinamento", "qui non ci possono essere dubbi che un procedimento giudiziario ha è stato avviato".

#### Autorappresentazione
Un imputato può rappresentare se stesso, a meno che un tribunale non ritenga l'imputato incompetente a rinunciare al diritto di avvalersi di un difensore.
Nel caso Faretta v. California, la Corte Suprema ha riconosciuto il diritto dell'imputato alla rappresentanza pro se. Tuttavia, secondo Godinez v. Moran, un tribunale che ritiene che l'imputato non sia pienamente competente a rappresentare se stesso può richiedere che l'imputato sia assistito da un avvocato. Nel caso Martinez v. Court of Appeal of California, la Corte suprema ha stabilito che il diritto alla rappresentanza pro se non si applica ai tribunali d'appello. Nel caso Indiana v. Edwards, 554 U.S. 164 (2008), la Corte ha stabilito che un imputato potrebbe essere contemporaneamente competente a subire il processo, ma non competente a rappresentarsi.
Nel caso Bounds v. Smith, la Corte suprema ha stabilito che il diritto costituzionale di "accesso significativo ai tribunali" può essere soddisfatto da un avvocato o dall'accesso a materiale legale. Bounds è stato interpretato da diversi Corti d'appello degli Stati Uniti d'America nel senso che un imputato pro se non ha il diritto costituzionale di accedere a una biblioteca di diritto carcerario per ricercare la sua difesa quando l'accesso ai tribunali è stato fornito tramite un avvocato nominato.